# براینت (داکوتای جنوبی)
براینت(به انگلیسی: Bryant) شهری در ایالت داکوتای جنوبی کشور ایالات متحده آمریکا است که جمعیت آن در سرشماری سال ۲۰۱۰ میلادی، ۴۵۶ نفر بوده‌است.